# Plamuurmes

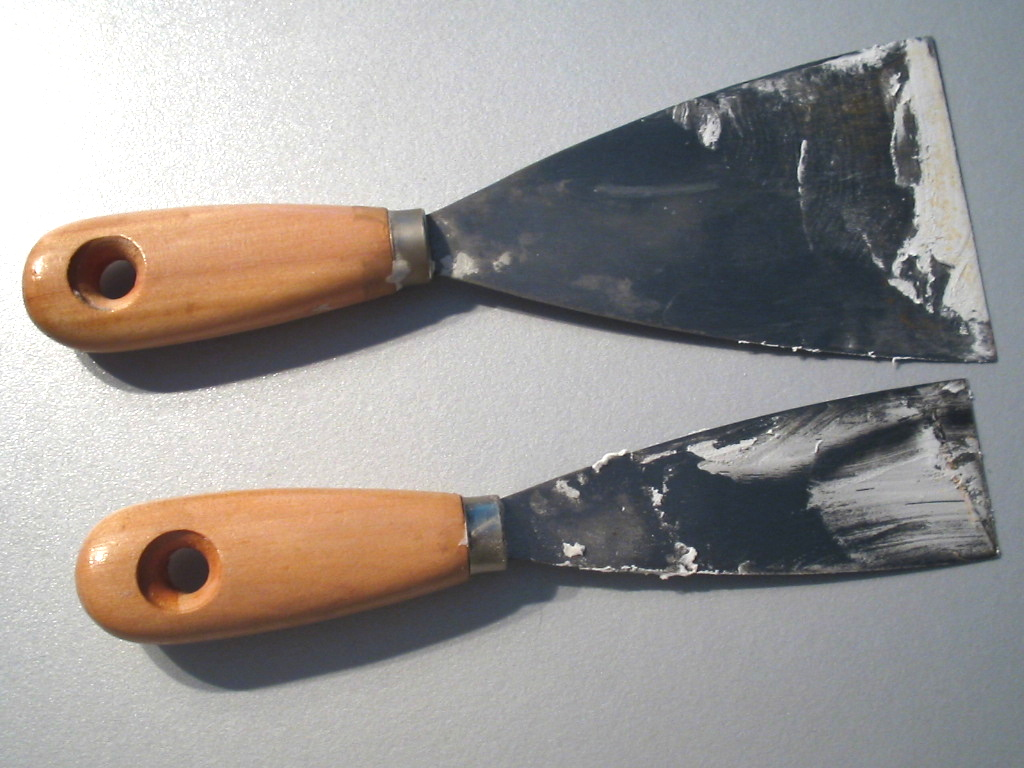
Twee (Duitse) plamuurmessen

Een plamuurmes bestaat uit een plat stuk staalplaat dat in een handvat is geklemd, het heeft een licht verende werking. Plamuurmessen hebben diverse breedten en lengten. 
De huisschilder en andere schilders gebruiken een plamuurmes om oneffenheden in houten voorwerpen uit te vullen door plamuur of een ander egalisatiemiddel aan te brengen, dit ter voorbereiding van het schilderwerk. Ook wordt een plamuurmes gebruikt om gaten in muren uit te vlakken.
Plamuurmessen zijn er in diverse soorten, zo is er het "Duitse" plamuurmes, dat een nogal stug blad en een beukenhouten heft heeft (zie foto). Het zogenaamde "Engelse" plamuurmes heeft een veel soepeler stalen blad, en een heft in een edele houtsoort, soms palmhout.
Meestal wordt met twee plamuurmessen gewerkt, waarbij de grotere dient als 'spaarblad', en de kleinere voor het eigenlijke werk, op deze manier wordt de plamuur bij elkaar en in beweging gehouden.

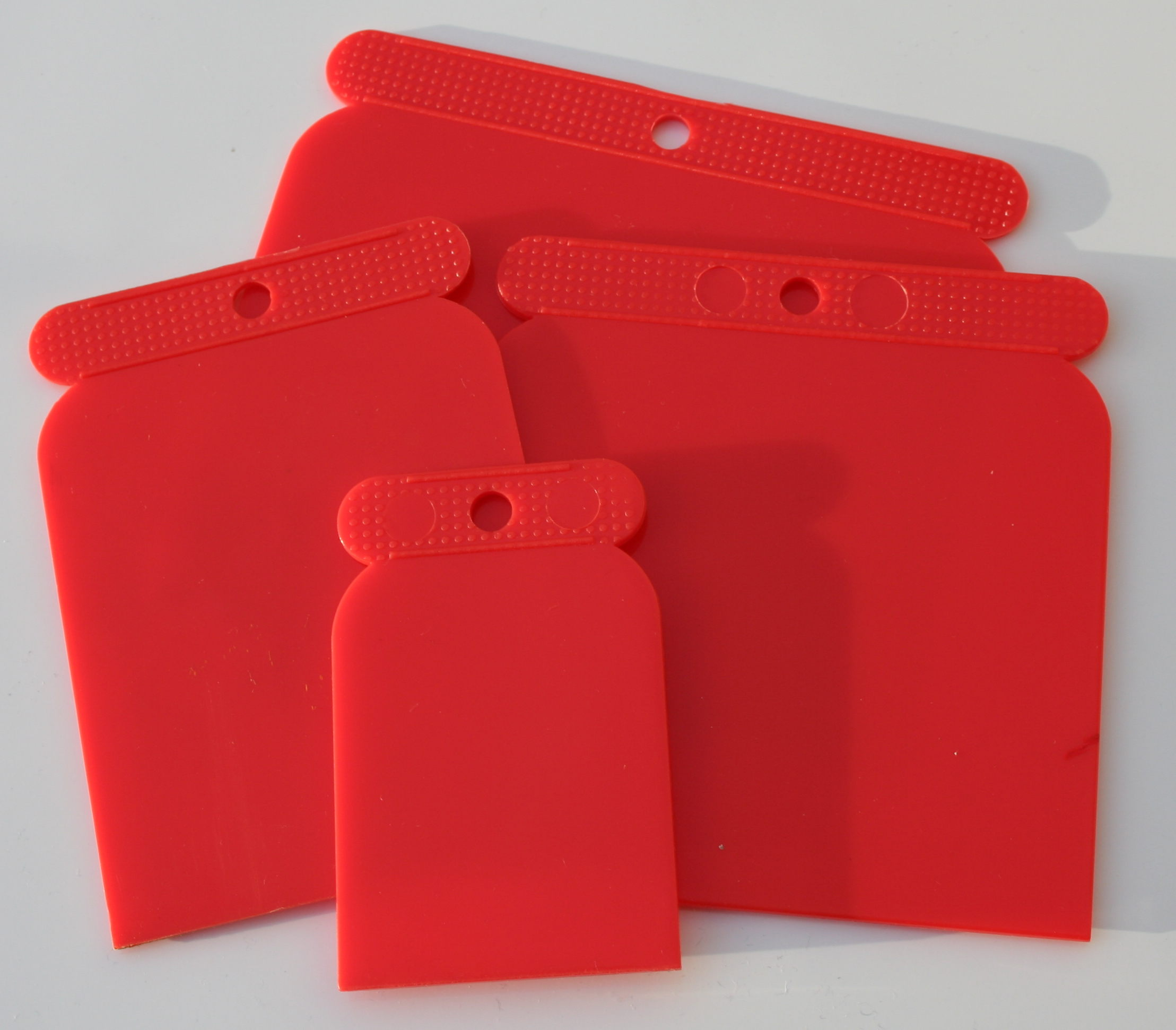
Plamuurmessen